# Boris Podkorytow
Boris Pietrowicz Podkorytow (ros. Борис Петрович Подкорытов) (ur. 3 maja 1948 w Frunze, Kirgiska SRR) – kirgiski piłkarz, grający na pozycji pomocnika lub napastnika, trener piłkarski.

## Kariera piłkarska

### Kariera klubowa
Występował w klubach Lokomotiw Moskwa i Ałga Frunze.

## Kariera trenerska
Po zakończeniu kariery piłkarskiej rozpoczął pracę szkoleniową. Najpierw ukończył kursy trenerskie w Moskwie, gdzie zaprzyjaźnił się ze słynnym trenerem Anatolijem Byszowcem.
W 1984 roku po raz pierwszy stał na czele Ałgi Frunze. Później prowadził algierski klub MC Oran. W 1989 roku wrócił do domu do Ałgi, ale po upadku ZSRR trener stracił pracę. W 1993 został trenerem kazachskiego klubu Kajnar Tałdy Kurgan, z którym awansował do I ligi. W latach 1997–1998 prowadził FK Astana. Również w tym czasie, razem z Gurbanem Berdiýewym pomagał Seriku Berdalinu trenować drużynę narodową Kazachstanu.
Po pracy w Kazachstanie wrócił do ojczyzny, gdzie pracował w klubie Dordoj-Dinamo Naryn. W 2005 roku specjalista na krótki czas powrócił do mistrzostw Kazachstanu jako główny trener Żetysu Tałdykorgan. Jednakże, ze względu na zły stan zdrowia, był zmuszony opuścić klub. W 2006 roku prowadził narodową reprezentację Kirgistanu.
Od 2007 do 2011 roku trenował Dordoj-Dinamo, a od 2008 również jest prezesem tego klubu. Od 2011 roku pracuje jako trener i konsultant reprezentacji Kirgistanu.

## Sukcesy i odznaczenia

### Sukcesy trenerskie
- mistrz Algierii: 1988.
- mistrz Kirgistanu: 1992, 1993, 2004, 2006, 2007.
- zdobywca Pucharu Kirgistanu: 1992, 1993, 2004, 2006.
- zdobywca Pucharu Prezydenta AFC: 2006, 2007.
- finalista Superpucharu Kirgistanu: 2011.

### Sukcesy indywidualne
- wielokrotnie uznawany za najlepszego trenera roku w Kirgistanie.
- jest najbardziej utytułowanym trenerem piłki nożnej w Kirgistanie[2].